# 不穏文書臨時取締法
不穏文書臨時取締法（ふおんぶんしょりんじとりしまりほう、昭和11年6月15日法律第45号）は、「怪文書」の取締に関する日本の法律である。
1936年（昭和11年）6月13日成立、同月15日公布・施行。本法は、「昭和二十年勅令第五百四十二号「ポツダム」宣言ノ受諾ニ伴ヒ発スル命令ニ関スル件ニ基ク国防保安法廃止等ニ関スル件」（昭和20年勅令第568号）1条の規定によって、1945年（昭和20年）10月13日から廃止された。

## 沿革
本法はいわゆる「怪文書」の横行を防遏することを目的としている。目的そのものはともかく、内容的には、反動的・独裁的な「恐怖的立法」であると評されている。
本法が政府によって提案された際の原案は、題名が「不穏文書等取締法」であり、次のとおり、全5か条から構成されていた。

第1条　人心ヲ惑乱シ、軍秩ヲ紊乱シ又ハ財界ヲ撹乱スル目的ヲ以テ治安ヲ妨害スベキ事項ヲ掲載シタル文書図画ヲ出版シタル者又ハ之ヲ頒布シタル者ハ三年以下ノ懲役又ハ禁錮ニ処ス
②　前項ノ罪ニ該ル文書図画ニシテ発行ノ責任者ノ氏名住所ノ記載ヲ為サズ若ハ虚偽ノ記載ヲ為シ又ハ出版法若ハ新聞紙法ニ依ル納本ヲ為サザルモノヲ出版シタル者又ハ之ヲ頒布シタル者ハ五年以下ノ懲役又ハ禁錮ニ処ス
第2条　前条第一項ノ事項ヲ記載シタル文書図画ニシテ発行ノ責任者ノ氏名住所ノ記載ヲ為サズ若ハ虚偽ノ記載ヲ為シ又ハ出版法若ハ新聞紙法ニ依ル納本ヲ為サザルモノヲ出版シタル者又ハ之ヲ頒布シタル者ハ三年以下ノ懲役又ハ禁錮ニ処ス
第3条　通信其ノ他何等ノ方法ヲ以テスルヲ問ハズ出版以外ノ方法ニ依リ第一条第一項ノ目的ヲ以テ治安ヲ妨害スベキ流言浮説ヲ為シタル者ハ三年以下ノ懲役又ハ禁錮ニ処ス
第4条　第一条乃至前条ノ未遂罪ハ之ヲ罰ス但シ印刷者印本引渡前ニ自首シタルトキハ其ノ刑ヲ免除ス
第5条　発行ノ責任者ノ氏名住所ノ記載ヲ為サズ若ハ虚偽ノ記載ヲ為シタルモノト認ムル文書図画又ハ出版法若ハ新聞紙法ニ依ル納本ヲ為サザル文書図画ニ付テハ真実ノ記載ヲ為シ又ハ成規ノ納本ヲ為ス迄地方長官（東京府ニ在リテハ警視総監）ニ於テ其ノ頒布ヲ差止メ必要アリト認ムルトキハ其ノ印本及刻版ヲ差押フルコトヲ得
②　前項ノ規定ニ依リ頒布ヲ差止メラレタル文書図画ヲ頒布シタル者ハ三百円以内ノ罰金ニ処ス

この原案が政府によって提案された際の提案理由は、次の6点であった。
1. 近時、いわゆる「怪文書」の実情を徴すると、人心を惑乱し、軍秩を紊乱し、又は財界を撹乱する目的で治安維持上重大な支障を生じさせる事項を掲載した文書を出版する例が多い。そのため、このような悪性の目的をもって不穏な事項を掲載した文書・図画を出版した者及びこれを頒布した者を処罰する必要がある。 - 1条1項
2. 悪性の目的を達成するために不穏文書を発行しようとする場合においては、文書・図画に発行の責任者の氏名及び住所の記載をせず、若しくは虚偽の記載をし、又は出版法若しくは新聞紙法に規定する納本をすることなく出版するといった、秘密の手段を弄する者については、その罪質を最も憎むべく、治安維持確保のために最も取締を厳しくしなければならない。そのため、この種の出版行為に対しては、特に厳罰を科す必要がある。 - 1条2項
3. 不穏文書であることを知って秘密の手段によって出版し、又はこれを頒布するような行為についても、治安維持上に支障を生ずる。近時の怪文書横行の弊風を防遏するという所期の目的を達するためには、この種の秘密出版を厳に取り締まらなければならない。そのため、この種の行為を処罰する必要がある。 - 2条
4. いわゆる「怪文書」による弊害は、出版物によるもののほか、通信等の出版以外の方法によって謡言が流布されることによって治安確保に重大な支障を生ずる場合も少なくない。そのため、これらの行為も処罰する必要がある。 - 3条
5. いわゆる「怪文書」等の取締は、徹底的に剿滅しなければ所期の目的を達することが困難であるため、その未遂罪についても処罰する必要がある。ただし、出版物については、印刷者が印本を依頼者に引き渡す前に自首したときは、その刑を免除することによって、文書の流布を未然に防止しやすくしようとする。 - 4条
6. 秘密の手段によって出版されたものと認められる出版物については、早期に発見してその流布を未然に防止しなければならない。そのため、地方長官（東京府にあっては警視総監）において発売・頒布を差し止める必要があると認めたときは、その印本及び刻版を差し押さえることができることとする。ただし、この差押えは、発行の責任者について真実の記載があり、又は成規の納本があるまでの一時的な仮処分にとどまる。 - 5条

政府原案が帝国議会に提出された際、議会において反対論が生じたが、その主張は、（1）言論・出版の自由を確保する見地から本法の成立に絶対に反対し、修正の余地さえも認めないものと、（2）適当に修正することによって不穏文書の防遏という現実の必要を充足しようとするものとに分かれていた。そして、議会の大勢は、後者の立場に立つものであった。
衆議院の不穏文書等取締法案委員会においては、政府が本法によって「怪文書」（秘密出版の方法による不穏文書）の取締を主たる目的としていることが確認され、そのために必要最小限度の規定を設けるにとどめることとされ、その他の運用上多大の危険を包蔵する付随的規定については修正・削除されることとなった。すなわち、本法の主眼は、1条2項及び2条にあり、「怪文書」の取締を厳にすることにあった。これに対し、1条1項及び3条は、「怪文書」の取締を厳にする結果発生することが想定される二次的な手段を防遏することを目的としていた。このような二次的な規定を設ける必要は、さほど現実的でないのみならず、その用語が極めて曖昧であるがために、その運用いかんによっては、これだけのために言論・出版の自由を全く犠牲にしなければならない結果となるのを免れない。そこで、1条を修正し、3条を削除することとなった。かくして、成規の手続を経た出版物及び私的通信は、本法の適用を受けないこととなった。
ただし、これでもなお用語が漠然としており、運用上の危険が感じられたため、衆議院は、次のとおり附帯決議を行った。

一、本法ハ其ノ制定ノ趣旨ニ鑑ミ臨時立法タルベキモノトス仍テ政府ハ最善ノ努力ヲ払ヒ現下ノ社会不安ヲ一掃シ速ニ本法ヲ廃止スベシ
二、本法ヲ施行スルニ際シ政府ハ厳ニ之ガ運用ヲ慎ミ苟モ言論自由人権尊重ノ趣旨ニ悖ルコトナキヲ期スベシ

## 概要
本法は、全4か条から構成されている。1条及び2条は、取締の対象となる行為を規定し、3条は、その未遂罪を規定し、4条は、「怪文書」の頒布の差止め及び印本刻版の差押えについて規定している。

### 取締の対象
本法による取締の対象は、いわゆる「怪文書」に限られている。政府原案においては、出版法又は新聞紙法による成規の手続を経たものについても処罰する旨の規定を設けていたが、衆議院における修正によって、成規の手続を経たものはそれぞれの法律によってのみ取締を受けるにとどまることとなった。
本法による取締の対象となる「怪文書」は、1条及び2条に規定されている。両条に共通する事項は、「治安ヲ妨害スベキ事項」であって、かつ、「発行ノ責任者ノ氏名住所ノ記載ヲ為サズ若ハ虚偽ノ記載ヲ為シ又ハ出版法若ハ新聞紙法ニ依ル納本ヲ為サザルモノ」（秘密出版）であることである。
「治安ヲ妨害スベキ事項」とは、出版法・新聞紙法における安寧秩序の紊乱又は朝憲紊乱等の事項を指すものとされる。
両条の差異は、1条が目的犯とされている点である。「軍秩ヲ紊乱シ、財界ヲ撹乱シ其ノ他人心ヲ惑乱スル目的」をもって怪文書を出版・頒布した者は、3年以下の懲役又は禁錮に処されるのに対し（1条）、そのような目的なくして怪文書を出版・頒布した者は、2年以下の懲役又は禁錮に処される（2条）。
「軍秩ヲ紊乱シ」とは、軍の秩序を阻害すること、換言すれば、軍の統帥、統制、団結を害し、又は国軍の存在の基礎を動揺させ、又はそのおそれのある事項を企てることをいう。
「財界ヲ撹乱シ」とは、財界を不当に混乱に陥れることをいい、単に小部分の局部的取引に動揺を生じさせるにすぎない場合は別として、その全国的であると地方的であるとを問わないとされる。
「人心ヲ惑乱スル」とは、広く一般民心を惑わし、これによって衝動を与え、もって公共の不安を醸成することをいい、単に局部的に少数特定範囲の人心を惑乱するにすぎないものはこの限りでないとされる。
なお、2条に規定する文書図画について、大審院は、単に一般治安の妨害事項を掲載しただけでは未だその要件を充足せず、軍秩の紊乱、財界の撹乱その他人心の惑乱という三種の治安妨害事項のうちいずれかに該当すべき事項を掲載した文書でなければならないとする。その理由は、2条にいう治安を妨害する文書とは、1条に特定された三種の治安を妨害する文書でなければならないことが法文自体に徴して明らかであるのみならず、本法が制定当時の社会情勢おいて特に重要視された特定治安の妨害を厳重に取り締まってこれを妨害する目的で制定されたものであることから、一般治安の妨害、すなわち一般社会の安寧秩序を妨害する事項を掲載するにとどまる文書は、出版法違反の物であって、その取締、防止、処罰等、その法益保護は、出版法をもって必要かつ十分であるといわなければならないからであるとしている。
また、2条の罪について、大審院は、文書を頒布したときに直ちに成立するのであって、頒布者が治安を妨害し、又は人心を惑乱すべき結果が発生することを希望し、若しくは意図することを要件としていないから、たとえ治安を妨害し、又は人心を惑乱すべき意図がないとしても、犯罪が成立するとしている。

### 処罰を受ける者
本法は、新聞紙法等と異なり、犯罪の成立に犯意を必要とするとともに、名義人を処罰するのではなく、実際の行為者及びその共犯者の全てを処罰することとしている。法律上も、「発行人」や「印刷人」に限定せず、不穏文書を「出版シタル者又ハ之ヲ頒布シタル者」と包括的に規定して、この趣旨を示している。これは、いやしくも出版行為に加功した以上は、著作者であっても印刷者であっても全て「出版シタル者」の共犯者として処罰する趣旨を示したものであるとされる。